# KiRaKa
KiRaKa (kurz für KinderRadioKanal; bis 3. September 2012: KIRAKA) war bis zum 30. November 2019 ein digitaler Spartenkanal des Westdeutschen Rundfunks nur für Kinder, der u. a. täglich die preisgekrönten Sendungen WDR5 KiRaKa (früher: Lilipuz) und Bärenbude (letzter Sendetag 30. November 2019) sendete. Dazu wurde ein kinderfreundliches Programm gestaltet.
KiRaKa sendete täglich von 6 bis 22 Uhr, von 19:05 bis 20 Uhr und zusätzlich Sonntag um 14.05 Uhr wurde das Programm parallel auch auf WDR 5 ausgestrahlt, wie die neue Sendung Bärenbude Wecker am Sonntag um 7.05 Uhr (letzter Sendetag 24. November 2019). Die abendliche Bärenbude sendete täglich im Digitalkanal Kiraka schon von 18.30 Uhr bis 19.00 Uhr. Die Sendung WDR5 KiRaKa blieb noch bis 2022 auf WDR5 erhalten.

## Geschichte
Am 4. September 2012 wurde der Sender einem Neustart unterzogen. Die WDR-5-Sendung „Lilipuz“ wurde in „WDR 5 KiRaKa“ umbenannt. Im Zuge des Neustarts änderte sich zudem die Schreibweise des Sendernamens in „KiRaKa“ und es wurde ein neues Logo eingeführt.
Seit Januar 2018 hat sich die Sendezeit erneut geändert. Ab 17 Uhr wird nun live von Montag bis Freitag in KiRaKa gesendet. Von 19:05 Uhr bis 20 Uhr parallel auf WDR 5.
Zwischen Januar 2016 und Ende 2017 sendete der Kiraka von 19:05 Uhr bis 21 Uhr live. Davor sendete der KiRaKa um 14 Uhr live auf WDR 5.

### Einstellung und Eingliederung in DIE MAUS

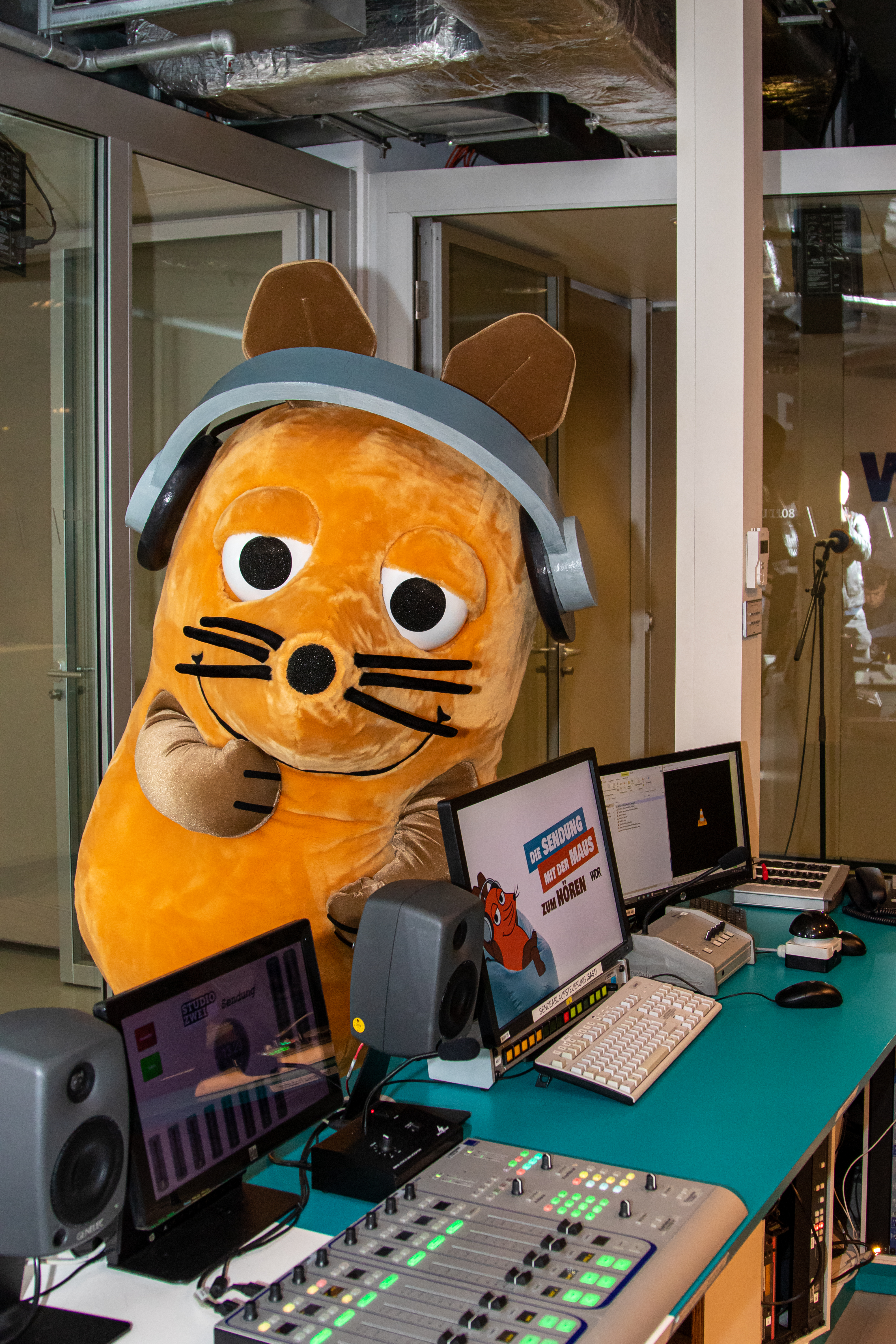
Senderstart „Die Sendung mit der Maus zum Hören“, 2019

Zum 1. Dezember 2019 wurde KiRaKa als Digitalkanal durch „Die Sendung mit der Maus zum Hören“ ersetzt. Dort sind, angelehnt an die Sendung mit der Maus, Lach- und Sachgeschichten, Zukunftsthemen, Musik und Kinderfragen zu hören, und zwar sowohl über eine eigene Webseite, als Podcast, über die Maus-App und über DAB+. Als einzelne Sendung blieb die Marke „KiRaKa“ bis 2022 erhalten und wurde wie zuvor im Sender WDR 5 ausgestrahlt. Der sonntägliche „Bärenbudenwecker“ wird durch das Audioangebot der „Sendung mit der Maus“ ersetzt.

## Empfang
KiRaKa war zunächst mit Ausnahme der auf WDR 5 ausgestrahlten Sendungen ein reines Webradio. Am 29. Mai 2009 übernahm der Sender die Verbreitungswege vom eingestellten WDR 2 Klassik. Zuletzt war KiRaKa bundesweit über Astra DVB-S, digital im Kabelnetz und über Internet zu empfangen. Über DAB+ konnte KiRaKa in NRW über Kanal 11D und im Saarland über Kanal 9A empfangen werden. Am 20. Dezember 2012 wurde WDR KiRaKa im Land Bremen via DAB+ (Kanal 7B) aufgeschaltet. Dieser Testbetrieb ging am 1. Februar 2013 in den Regelbetrieb über. Ein ebenfalls hinzugekommenes Empfangsgebiet war Südtirol. Dort wurde KiRaKa seit dem Frühjahr 2013 durch die Rundfunk-Anstalt Südtirol verbreitet. Der für den 4. Mai 2015 geplante Sendestart des KiRaKa in Bayern (über DAB+ auf Kanal 11D) wurde auf unbestimmte Zeit verschoben.
Über die Internetseite www.kiraka.de konnte man den Sender jederzeit hören.